# Stenalcidia despecta
Stenalcidia despecta är en fjärilsart som beskrevs av Louis Beethoven Prout 1910. Stenalcidia despecta ingår i släktet Stenalcidia och familjen mätare. Inga underarter finns listade i Catalogue of Life.